# Primera División de Líbano 2015-16
La Liga Premier de Líbano 2015-16 es la 68.ª temporada de la máxima liga de fútbol en el Líbano. Un total de 12 equipo compitieron en la liga. El Al Ahed parte como campeón defensor.

## Equipos
Los clubes Tadamon Sour y Al Akhaa Al Ahli  descendieron al segundo nivel del fútbol del Líbano al finalizar en los dos últimos lugares de la temporada 2014-15. Ellos fueron reemplazados por los clubes Hekmeh FC y Al Egtmaaey Tripoli. Seis de los doce clubes son de la capital Beirut.

### Datos generales
| Equipo              | Ciudad  | Estadio                 | Aforo  | Entrenador        |
| ------------------- | ------- | ----------------------- | ------ | ----------------- |
| Al Ahed             | Beirut  | Municipal de Beirut     | 22,500 | Mohammad Hammoud  |
| Al Ansar            | Beirut  | Municipal de Beirut     | 22,500 | Jamal Taha        |
| Al Egtmaaey Tripoli | Trípoli | Municipal de Trípoli    | 22,000 | Fadi Al Omari     |
| Al Nejmeh           | Beirut  | Estadio Rafic El-Hariri | 5,000  | Tita Valeriu      |
| Hekmeh              | Beirut  | Estadio Bourj Hammoud   | 8,000  | Fouad Hijazi      |
| Nabi Sheet          | Zahlé   | Estadio Nabi Shayth     | 1,000  | Mohammed Al-Dekka |
| Racing Beirut       | Beirut  | Estadio Bourj Hammoud   | 8,000  | Eugen Moldovan    |
| Safa                | Beirut  | Estadio Safa            | 4,000  | Emile Rustom      |
| Salam Zgharta       | Zgharta | Estadio Zgharta         | 5,000  | Louay Salah       |
| Shabab Al-Sahel     | Beirut  | Municipal de Beirut     | 22,500 | Moussa Hojeij     |
| Shabab Al-Ghazieh   | Sidón   | International de Sidón  | 22,600 | Malek Hassoun     |
| Trípoli SC          | Trípoli | Municipal de Trípoli    | 22,000 | Ismael Qurtam     |

## Tabla de posiciones
|     | Equipos de fútbol | PJ | G  | E  | P  | GF | GC | Dif | Pts |
| --- | ----------------- | -- | -- | -- | -- | -- | -- | --- | --- |
| 01. | Safa SC(C)        | 22 | 16 | 4  | 2  | 46 | 18 | +28 | 52  |
| 02. | Al Ahed           | 22 | 16 | 3  | 3  | 54 | 14 | +40 | 51  |
| 03. | Al Nejmeh         | 22 | 13 | 6  | 3  | 35 | 19 | +16 | 45  |
| 04. | Al Ansar SC       | 22 | 12 | 6  | 4  | 37 | 20 | +17 | 42  |
| 05. | Shabab Al Sahel   | 22 | 10 | 5  | 7  | 37 | 27 | +10 | 35  |
| 06. | Trípoli SC        | 22 | 7  | 6  | 9  | 28 | 31 | -3  | 27  |
| 07. | Racing Beirut     | 22 | 7  | 5  | 10 | 19 | 27 | -8  | 26  |
| 08. | Al Nabi Shayth    | 22 | 9  | 2  | 11 | 31 | 30 | +1  | 23  |
| 09. | Al Egtmaaey       | 22 | 6  | 5  | 11 | 29 | 43 | -14 | 23  |
| 10. | Salam Zgharta     | 22 | 4  | 4  | 14 | 25 | 44 | -19 | 16  |
| 11. | Shabab Al Ghazieh | 22 | 0  | 10 | 12 | 18 | 41 | -23 | 10  |
| 12. | Hekmeh FC         | 22 | 1  | 6  | 10 | 17 | 62 | -45 | 9   |

Pts = Puntos; PJ = Partidos jugados; G = Partidos ganados; E = Partidos empatados; P = Partidos perdidos; GF = Goles anotados; GC = Goles recibidos; Dif = Diferencia de goles

(C) = Campeón; (D) = Descendido.

Fuente:
1. ↑  Clasifica a la ronda de play-off de la Copa AFC 2017, como campeón de la Copa de Libano.
2. ↑  Perdió 6 puntos debido a un incidente ocurrido en el juego del 13 de mayo ante el Al Nejmeh.

|  | Liga de Campeones 2017 (Ronda preliminar) |
|  | Copa AFC 2017 (Play-Off)                  |
|  | Copa de Clubes del Mundo Árabe 2016–17    |
|  | Descenso a la Segunda División del Líbano |

## Estadísticas

### Goleadores
Actualizado hasta el 14 de mayo de 2016.
| Lugar | Jugador           | Equipo              | Goles |
| ----- | ----------------- | ------------------- | ----- |
| 1     | Lucas Galán       | Al Ansar            | 19    |
| 2     | Musa Karibu       | Shabab Al Sahel     | 16    |
| 3     | Mouhamadou Dramé  | Al Ahed             | 11    |
| 4     | Alaa Al Baba      | Safa SC             | 10    |
| 5     | Ahmad Zreik       | Al Ahed             | 8     |
| 5     | Ali Bazzi         | Al-Nabi Shayth      | 8     |
| 5     | David Oboko       | Al Egtmaaey Trablos | 8     |
| 5     | Faiz Shamsin      | Al Egtmaaey Trablos | 8     |
| 5     | Hassan Chaito     | Al Ahed             | 8     |
| 5     | Octavian Drăghici | Racing Beirut       | 8     |